# 몰래카메라 (텔레비전 프로그램)
《몰래카메라》는 이경규가 진행한 일밤의 코미디 코너였다. 1991년 4월에 첫 방송되었으며, 1992년 11월에 폐지되었다. 그러다가 13년 후 2005년 10월에 시즌2로 다시 시작하였으며, 2007년 11월 4일에 또다시 폐지되었다. 그러다가 2016년 12월에는 몰래카메라 시즌2가 종영을 한지 약 9년여만에 몰래카메라 형식을 차용한 코너인 은밀하게 위대하게로 다시 부활하였다.

## 내용

### 1991년 ~ 1992년
1991년 4월에 일요일 일요일 밤에의 코너로 신설된 이후 고정 코너로 자리매김 하였다. 이 코너의 특징은 출연한 연예인들에게 방송 내용을 일체 알려주지 않고 무조건 불러내 곤란한 상황에 빠뜨려버리는 내용이다.
이 코너에 출연한 연예인등 중 가수 윤상은 아무 이유없이 곤장을 맞았으며, 고소공포증이 있는 배우 최진실은 천사옷을 입고 공중에 매달려 한참을 울어야 했다. 더군다나 배우 홍학표는 아무런 문제가 없다는 자신의 자가용을 오히려 고장이 났다는 수리 진단을 받으며 완전하게 분해 및 조립을 당하는 수모를 겪기도 했다.
배우 고현정은 웨이터로부터 물세례를 받았으며, 배우 정한용은 70여명의 어린이들에게 사인을 해줘야 했고, 가수 민해경은 조작된 환갑잔치에 속아 이경규에게 큰절을 하는가 하면, 가수 양수경은 된장, 고추장, 생강 등이 섞인 음료수를 마셔야 했고, 가수 이범학은 조작된 퀴즈 프로그램에서, 기상 통보관 김동완은 엉터리 결혼식에 주례를 맡아 당황해야 했다.
야구선구 장종훈는 KBO 골든글러브 시상식장에서 뷔페식을 먹게 되었을 때 같은 메뉴들을 혼자 먹어야는 굴욕를 당했다.
또한 방송인 임백천은 백번도 넘게 "얼레리 꼴레리"를 외쳐서 별명이 "얼레리 꼴레리"로 바뀌었고 동네 꼬마들로부터 놀림을 받았으며, 배우 최민식은 출연료로 받은 봉투를 꺼내 직접 세어보는 장면이 나온 이후부터 화장실에서 돈을 세어보는 버릇이 생겼고, 가수 조영남은 몰래카메라를 목적으로 벌인 가짜 바르셀로나 올림픽 제패 기념 연예인 마라톤 대회에 출전하여 1위로 골인하기도 했다.
또한, 유열은 수영장에서 여러번 샴푸질 세례를 받는가 하면, 김홍신은 가짜 부부토크쇼를 진행해서 당하고, 황신혜는 병원에서 가짜 위 내시경 검사를 받았으며, 노사연은 가짜로 점집에서 가짜도사에게 점을 봐 달라고 했고, 이상우는 가짜 자동차 사고를 당하며, 조경철은 가짜 UFO를 발견하기도 했고, 박중훈은 가짜 콩트 촬영도중 가짜 땅 주인이 나타는데다가, 김흥국은 길거리에서 한 괴한에게 쫓기는 여성을 만났으며, 김민종은 이경규 앞에서 가짜 격파시범을 보이기도 했고, 설운도는 자신의 집 앞에서 광팬들의 습격을 받았으며, 이계진은 학생들에게 강의를 하는데 학생들은 이상한 행동을 하였고, 이영자는 가짜 사진 콘테스트에 실을 사진을 찍어 수모를 겪었으며, 김종서는 미용실에서 파마하는 도중 무장 강도가 난입해 자신의 이미지가 급 추락했고, 정명현은 가짜 통닭 cf를 찍어 '장닭'이라는 별명이 생겼다. 주현미는 공항에서 대기중인 자동차를 타는데 자동차가 왔다갔다 하고, 강수지는 이경규와의 스캔들 오인 인터뷰를 하였고, 김혜선은 영화 촬영도중 스태프들은 모두 떠나고 혼자서 스태프들을 찾는 일이 벌어졌고, 한선교는 비를 맞으며 영화촬영을 하였고, 유인촌은 분장을 이상하게 하고 사극을 촬영했고, 신승훈은 한 가짜 이경규의 약혼식장에서 축가를 불렀고, 이승환은 한 대학교 축제에서 무용과 학생이 노래와 어울리지 않는 춤을 추고 관객이 무대로 오고 가는 일이 벌어지기도 하였고, 신애라는 아랍 왕자로 분장한 이경규의 가짜 만찬에 초대 받았고, 옥소리는 나무에 묶인 채 가짜 고릴라를 만나 공포에 떨었고, 김찬우는 하루종일 횡단보도에서 덤블링을 하여 근육통이 생겼고, 이현우는 부산의 한 요트장에서 몰래카메라를 당했다. 강호동는 가짜 모기약 CF 섭외가 들어왔는데, 출연료는 3000만 원 계약 조건으로 CF를 촬영했다. CF 내용은 모기를 잡는 연기를 하는 것인데, 10시간 동안 모기잡는 연기를 했다.
서태지와 아이들은 가짜 일요일 일요일 밤에의 출연 섭외를 받자 자신들이 몰래 카메라의 표적 대상이 될 것으로 의심하여 제작진들과 다음날 새벽까지 벌인 장기 심리전을 벌이가다 상황을 지켜보고 있는 MC 이경규가 개입으로 결국 서태지와 아이들의 몰래카메라는 겨우 성공했다.
그러다가 가수 현철 편을 진행하는 과정에서 교사와 학생들을 단순 웃음과 재미의 도구로 이용하여 교육의 품격을 떨어뜨리고 애국가와 태극기까지 웃음거리로 전락되어서 수많은 시청자들부터 비판을 받았으며, 결국 1992년 11월 8일 권인하의 NG 소동을 끝으로 종영했다.

### 2005년 ~ 2007년
가수 싸이는 광고를 찍는다고 속임을 당해 촬영 도중 다른 출연자들이 싸우는 등 난감한 상황에 어리둥절하기도 했다. 가수 송대관은 아파트 신축 공사 기공식 행사에 귀빈으로 초대되어 첫삽을 뜨는 장면에서 삽자루가 부러지는 등 황당한 경험을 했다. 방송 이후 촬영용 소품으로 사용했던 해뜰 날의 노래비는 자신이 다녔던 고등학교에 기증하여 설치하였다. 가수 이승기는 공사장 허허 벌판에 남아 가수 김장훈과 삽질을 하고 공사장에서 가짜 석유를 발견하여 우둔하게 당하였다. 가수 홍경민은 친형의 가짜 여자친구를 만났다. 가수 류시원은 음식점 설정에서 몰래카메라임을 직감하고 카메라 장비를 발견하여 촬영에 실패했다. 개그맨 김용만은 '경제야 놀자'를 통해 속이려 시도했지만 실패했다. 가수 김정민은 가짜 영화 출연 캐스팅과 관련한 계약서 싸인 문제를 다루기로 했는데 출연 계약서 서명을 하기 직전에 김정민은 몰카를 의심을 받고 결국 카메라를 발견되어 들통이 난 것으로 보여 결국 실패했다. 영화배우 이성재는 생일파티를 통해 속이려 했지만 어느 연기자의 마이크 선이 걸려서 실패했다. 또한 박준규는 어느 가짜 종교집회에서 '라메카레몰 건이'(거꾸로 말하면 이건 몰래카메라)라고 소리를 쳤고, 가수 간미연은 어느 한 병원에서 (kkl)(해석하면 이경규,Kyung Kyu Lee)바이러스에 감염되어 수모를 겪기도 하였다. 아나운서 오상진은 아나운서 모의 면접에서 면접관이 되어 가지각색의 사람들의 면접을 보면서 황당한 경험을 하였다.
가수 아유미는 이경규랑 같이 가짜 대장금 생방송을 하였고, 탤런트 김용건은 탤런트 박윤배의 가짜 결혼식 주례를 맡았고, 가수 장윤정은 안양에서 게릴라 콘서트를 시도했지만 안양이 아니라 서울 여의도에서 관객없는 공연을 하였고, 가수 서인영은 '이가갈비' (이가라는 말은 이경규를 뜻한다)라는 가짜 홈쇼핑 녹화를 했다. 방송인 유정현은 가짜 온천 홍보 비디오를 찍었고, 가수 김종민은 서프라이즈 200회특집 기념으로 가짜 최면술사에게 최면을 당했고, 가수 김태우는 가짜 패션쇼를 하였다.
방송인 노홍철은 한 70세 할머니의 가짜 칠순잔치를, 방송인 현영은 노홍철의 가짜 미용실을 개업하여 어리둥절했고, 영화배우 최성국은 가짜 점술가를 만나 점을 봤고, 가수 바다는 자신의 강아지가 아이를 물었다고 아이의 엄마가 합의금을 달라고 하고, 개그맨 정형돈은 성은의 가짜 사랑고백을 받았고, 탤런트 이덕화는 탤런트 홍학표의 가짜 집들이에 초대했고, 개그맨 지상렬은 mbc라디오 2시만세 가짜 생방송을 진행하여 이경규에게 헤드록을 걸었고, 탤런트 이계인은 가짜 애견 홍보대사를 맡았고, 탤런트 노주현은 대학교에서 가짜 사은회에 참석하였고, 가수 김완선은 가짜 경품행사에서 자동차를 획득했지만 낡고 오래된 차였고 그녀도 역시 당황하고 만다. 탤런트 김원희는 가짜 팬미팅을 하였고, 개그맨 이윤석은 탤런트 조형기의 가짜 병문안을 방문했고, 가수 천명훈은 헬스클럽에서 한 남자와 똑같은 옷, 똑같은 차 사고를 당했고, 가수 이수영은 한 어린아이의 계속되는 사인을 요구받았고, 개그맨 박명수는 한 녹음실에서 가짜 초등학교, 고등학교 동창을 만났고, 가수 김C는 홍대에서 라이브 공연도중 여러번 중단되었고, 영화배우 신현준은 가짜 블록버스터 영화를 찍었지만 이미 몰래카메라를 파악하여 실패한다.
가수 토니 안은 한의원에서 가짜 한방치료를 받았고, 탤런트 이영하는 아들의 가짜 상견례를 하였고, 새 박사 윤무부는 몰새라는 이름의 가짜 새를 발견하였고, 가수 인순이는 가짜 건설회사 창립기념식에서 노래를 했고, 가수 신지는 2박3일간 열성팬을 만났고, 가수 MC몽은 뮤직비디오 촬영도중 귀신이 습격했고, 탤런트 조형기는 역 몰카를 당했다. 탤런트 임예진은 가짜 알래스카 빙수를 맛봤고, 가수 신해철은 소속 뮤지션들의 대반란을 했고, 가수 백지영은 강아지 뚱실이를 만났고, 양철수는 토고에서 온 가짜 오찬회에 참석했다. 가수 브라이언은 아무도 없는 사은회에서 가짜 팬사인회를 하였고, 가수 김흥국은 검문소에서 몰카를 2번 당했고, 방송인 김성주는 가짜 라디오 공개방송을 하였고, 개그맨 박준형은 오지헌의 가짜 주식 대박소동을 일으켰고, 개그맨 정종철은 가짜 잡지 창간기념 낚시대회 행사에 참석했고, 개그맨 임하룡은 가짜 잡지사 인터뷰를 하였고, 가수 배기성은 가짜 의상협찬을 하였고, 축구선수 이천수는 박경림의 가짜 남자친구를 만났고, 가수 태진아는 주부노래교실 도중 가짜 부부가 싸움을 하는 일이 벌어졌고, 작곡가 주영훈은 유치원에서 일일 교사를 하였고, 개그우먼 김미려는 가짜 모피행사에 참석하였고, 가수 김창열은 김구라와 가짜 피의자 가족들간의 합의금 소동이 일어났고, 가수 옥주현은 가짜 요가 비디오 촬영을, 가수 김종서는 시동이 걸리지 않는 자동차를 매매하였고, 가수 세븐은 드라마 촬영을 위해 가짜 무술수업을 들었고, 영화배우 최민수는 가짜 오토바이 행사에 참석했고, 가수 이승철은 가짜 공연 행사를, 가수 전진은 조작된 볼링대회를, 가수 김장훈은 가짜 미술전시회를, 탤런트 최진실은 가짜 MBC 창사 기념행사에 참석을 하였다. 방송인 황보는 가수 주영훈이 아는 선배가 한다는 레스토랑으로 데리고 가서, VIP를 대상으로 한 사은행사 경품추첨에서 7등 한우 갈비세트와 1등인 1700만원 상당의 유명 오토바이에 중복 당첨된다. 그러나 1등 상품은 1700만원 짜리 오토바이가 아닌 낡고 녹이 쓴 중국집 오토바이었다. 그로 인해 황보는 역시 당황하고 만다. 가수 아이비는 한밤 중 도로에서 몰카를 시도했지만 하지만 귀신 분장한 이경규는 오히려 아이비에게 쫓기며 혹독하게 당해 실패했지만. 그로부터 1년 6개월 후 이경규는 개그우먼 박경림과 제작진들과 연합팀 결성하고 아이비에게 운전면허 시험을 위해 운전연수를 시켜주겠다고 불러낸다. 운전 연습을 하던 중 어김없이 경찰들이 투입돼 아이비는 운전면허가 없는 상태여서 경찰이 아이비에게 무면허 운전을 했다는 이유로 경찰서에 끌고 가 황당하고 어처구니 없는 해프닝이 일어난다. 배우 이광기는 가짜 애견협회 홍보대사를 맡게 된다. 가수 김흥국도 가짜 방송 촬영장으로 출발 하다가 가던 도중에 가짜 검문소에서 가짜 경찰에서 걸려서 그가 탑승했던 자동차가 알고보니 도난된 차량으로 범죄자으로 궁지에 몰리게 된다. 그리고 김흥국은 자신도 역시 3번이나 몰래카메라에 걸리고 만다. 개그맨 이병진도 자신의 약혼녀와 같이 한 측근의 사진 스튜디오의 개업식을 찾아가 황당한 개업식에 하고만다.
가수 박정아는 가짜 별이 빛나는 밤에 라디오 생방송을, 가수 성시경은 가짜 결혼식장에서 결혼 축가를 불렀고, 가수 윤도현은 가수 김장훈의 가짜 여자친구를 만났고, 가수 이루는 주점에서 아버지 태진아를 만났고, 탤런트 원기준은 중국에 한 토크쇼에서 당했고, 개그맨 조원석은 공연 도중 쥐가 나타났고, 개그맨 김구라는 가짜 동문회를 참석했고, 가수 장나라는 중국집에서 한 웨이터를 지명수배자로 오해받는 소동을 벌였고, 방송인 정준하는 시계분실사건에 휘말렸다, 가수 선데이는 가짜 연예 프로그램에서 팬션 창밖에 정체 불명의 남자가 나타나고 정전이되며 무시무시한 산장주인의 등장과 우비를 입은 난폭자의 침입, 밖으로 나간 멤버들은 이상한 사람을 보았다며 겁에 질려 울고 붐 또한 난폭자의 습격을 받은 듯 찢어진 옷에 피투성이로 들어오자 선데이는 눈물을 흘리며 안절부절 못했다. 무서워 꼼짝 못하던 선데이는 귀신 복장을 한 이경규가 팬션에 침입해 붐과 사투를 벌이자, 갑자기 이경규에게 달려들었다. 결국 선데이의 저항에 MC 이경규는 속수무책으로 당하고 말았다. 가수 설운도는 가짜 한 언론와의 인터뷰 도중 갑자기 아들의 10대 극성팬들에게 난입해서 16년전의 몰래 카메라 악몽에서 또 다시 한번 당하고 만다. 보이그룹 신화 멤버 김동완는 문지애 아나운서와 열애한다며 다른 멤버들에게 통보했지만 오히려 이들은 몰래카메라를 의심하면서 촬영 장소를 떠났다. 이 과정에서 다른 멤버들은 김동완에게 몰래카메라를 의심하는 문자 메시지를 보냈고 결국에는 용두사미로 실패했다. 그러나 낮은 시청률과 소재고갈 그리고 여러 가지 문제점으로 인해 결국 2007년 11월 4일 시즌 2의 마지막 주인공 인 그룹 신화편 끝으로 시즌 2는 종영하였다.

## 리메이크/리부트
이를 모방하여 SBS는 김종국이 진행하는 꾸러기 카메라코너를 선보였으며, sbs 기쁜 우리 토요일에서는 박수홍이 진행하는 '스타 이런 모습 처음이야'라는 코너를 진행하기도 했다..
또한 몰래카메라와는 다른 방식의 카메라 코너를 신설된 경우도 있었는데, 장두석이 진행한 KBS 한바탕 웃음으로의 놓치기 싫어요는 방청객의 얼굴 표정을 잡아 의외성을 강조했으며, SBS 인기가요에서는 오픈 카메라를 신설, 명동이나 강남, 신촌 등에 카메라를 설치하여 지나가는 사람들의 참여를 유도하였다.

## 인기/그 외

### 이경규의 인기 및 인연
진행자 이경규는 이 코너로 자신의 입지를 굳혔으며, 당시 일요일 일요일 밤에의 메인 MC였던 주병진 및 최수종을 넘어설 정도로 재치와 유연성을 평가받았다.
또한, 이 코너에 출연한 사람들은 출연을 계기로 이경규와의 우정이 돈독해지기도 하였는데, 1992년 12월 19일에 이경규가 결혼을 할 때 몰래카메라에 당했던 방송인 임백천, 조경철 박사, 가수 유열이 각각 결혼식 사회와 주례, 그리고 축가를 맡기도 하였다.

### 그 외
전체적으로 '개인 한 명'을 집중적으로 속이고 '단체'를 속이는 경우는 거의 없다. 개인 한명을 속일때도 당사자의 돌발행동으로 원래 기획한 시나리오와 다르게 마무리한적이 몇번 있었는데 단체를 섭외하면 매번 이런 상황이 벌어지기 때문이다. 또한 여러명이라서 중간에 눈치챌 가능성도 높아지는 터라 방송진행이 거의 불가능하다.
이경규는 이 프로그램을 진행하면서 촬영하기에 앞서 팔도 사나이라는 군가를 불렀다.

## 비판
- 이 코너는 연출자의 교묘한 구성과 아이디어로 폭발적인 인기를 얻었으나 웃음을 만들기 위해 연예인들의 사생활을 지나치게 침해한다는 비판도 있었다.[2]
- 시즌 2 (2005~2007) 마지막회 신화편에서 신화의 멤버 이민우,신혜성의 휴대폰 전화번호가 방송에서 노출되고 말았다.
- 시즌 2는 시청자의 눈길을 잡기 위해 억지스럽고 가학적인 설정을 반복했다는 지적을 받았으며 이 과정에서 민언련 선정 '2007년 올해의 나쁜방송' 불명예를 안아야 했다.[12]

## 종영 이후

### 시즌 2 종영후의 복수
시즌2 종영 이후 2010년 3월 KBS 2TV의 남자의 자격 - 죽기 전에 해야 할 101가지에서 1주년 특집때 이경규 혼자 단식을 시키고, 나머지 멤버(당시: 김태원, 김국진, 이윤석, 김성민, 윤형빈, 이정진)들은 폭식을 하여 몰래카메라 소동을 벌였다.